# Bruno Pokorny
Bruno Pokorny 

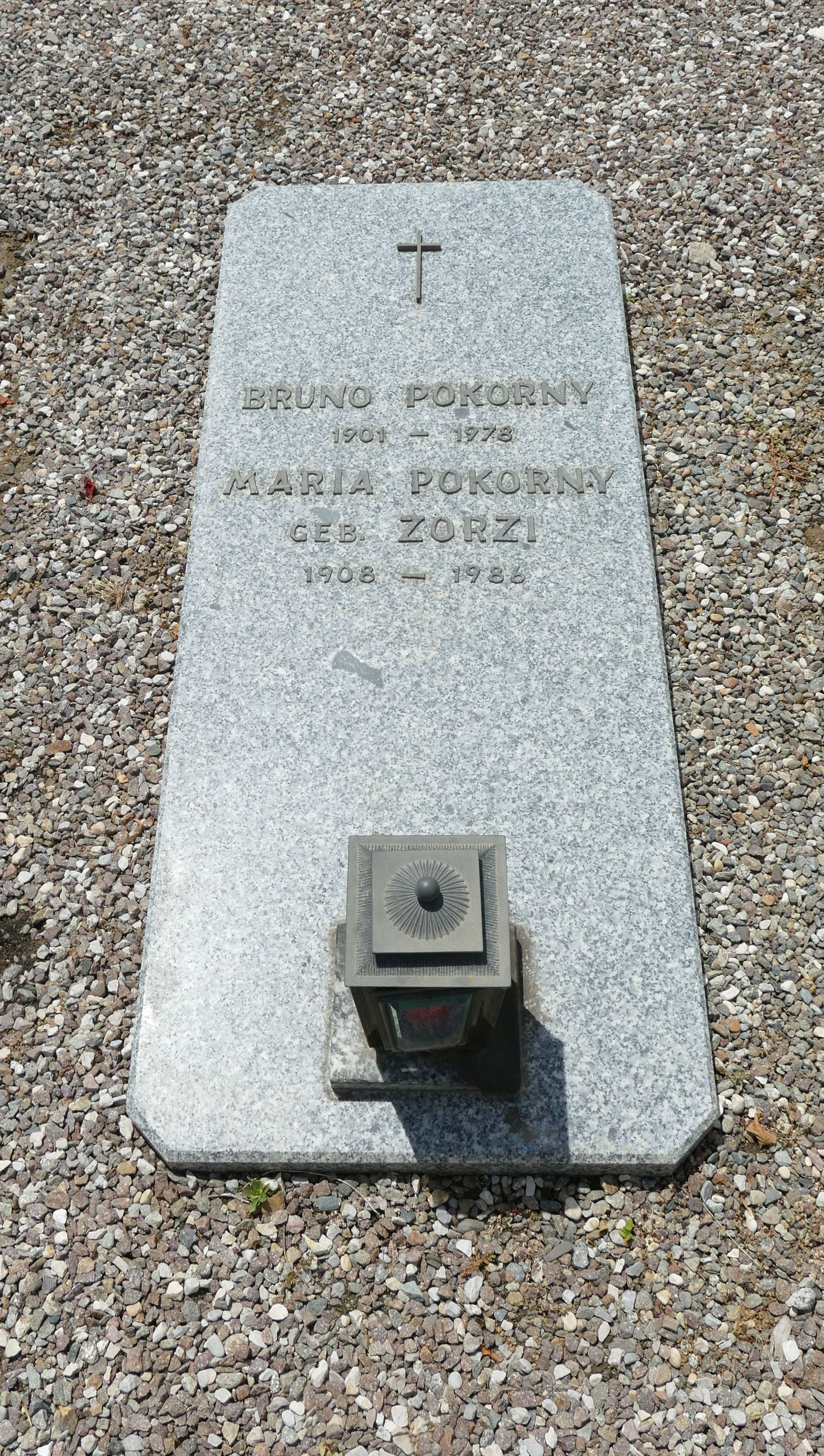
Grab von Bruno und Maria Pokorny

(* 22. Januar 1901 in Meran, Österreich-Ungarn; † 16. November 1978 in Meran) war ein Publizist und ein Pionier der Erwachsenenbildung in Südtirol.

## Leben und Werk
Pokorny maturierte 1918 an der Oberrealschule in Meran. 
Durch den frühen Tod des Vaters 1911 lebten er und seine Mutter unter prekären Verhältnissen, ein Studium war deshalb nicht möglich. Pokorny wurde 1920 Angestellter bei der Italienischen Staatsbahn. In dieser Eigenschaft entstanden seine ersten Publikationen, es handelte sich zunächst um Übersetzungen für den Dienstgebrauch.
1929 wurde Pokorny Angestellter der Gemeinde Meran. Hier war er vor allem für die Verwaltung des Gemeindefriedhofs zuständig.
1931 erschienen zwei Artikel von ihm „Schlern“, einer über den heimischen Künstler Blasius Mayrhofer und einer über die Grabmäler an der Meraner Pfarrkirche.
1932 hielt er mehrere Diavorträge über den Sizilianischen Frühling sowohl in deutscher als auch in italienischer Sprache.  Im selben Jahr übernahm er die Präsidentschaft des Meraner Photoclubs. 
1933 gab Pokorny das erste Meraner Jahrbuch heraus, es sollten noch mehrere Jahrgänge folgen.
1935 wurden im Rahmen der Italianisierung Südtirols deutschsprachige Beamte und öffentliche Angestellte durch italienische ersetzt. Um eine adäquate Anstellung zu finden, ging Pokorny darauf nach Innsbruck. Er fand dort eine Anstellung beim Innsbrucker Stadtarchiv. 1936 erschien in der Innsbrucker Zeitung ein Artikel von ihm über die Katakomben von Palermo.
Nach der deutschen Besetzung Südtirols wurde Pokorny im Herbst 1943 Mitarbeiter in der Präfektur unter Karl Tinzl. In dieser Zeit wurde er freier Mitarbeiter des Bozner Tagblatts. 
Nach Kriegsende kehrte Pokorny definitiv nach Südtirol zurück. Mit dem Schuljahr 1946/47 wurde er Lehrer für Buchhaltung, Geschichte und Geografie an der staatlichen deutschsprachigen Handelsschule in Meran.
1947 gründete er die Volkshochschule Urania Meran neu, der Vorläufer war 1928 unter dem Faschismus verboten worden. Bei der Urania wurden anfangs Diavorträge und Dokumentarfilme angeboten, das Fernsehen gab es zu der Zeit noch nicht. Unter den Referenten finden sich Sven Hedin, Hugo Eckener, Heinrich Harrer, Hermann Buhl, Franz Karl Ginzkey, Bruno Brehm, Heinrich Blunck, Josef Friedrich Perkonig, Hermann Oberth und Rudolf Nebel. 1952 wurde der Dachverband der Volkshochschulen Südtirols gegründet, dem Pokorny vorstand. Da die Urania über kein eigenes Gebäude verfügte, wurde die nicht mehr genutzte anglikanische Kirche in Meran umgebaut; seit 1971 ist hier der Sitz der Urania.
In den 1960er Jahren setzte sich Pokorny, auch aus Meraner Perspektive, für größeren Südtiroler Medienpluralismus und für „oppositionelle Medieninitiativen“ ein, die das Meinungsmonopol der in Bozen verlegten Printmedien Dolomiten und Alto Adige aufbrechen sollten.
Pokorny starb nach mehreren Schlaganfällen in Martinsbrunn.

## Ehrungen
- Verdienstkreuz des Landes Tirol 1978
- Großes Ehrenzeichen für Verdienste um die Republik Österreich 1978
- Ehrenbürger der Universität Innsbruck 1978

Quelle

## Werke (Auswahl)
- Kirchen im Burggrafenamt (das Kirchenkränzlein von Merano), Meran 1924 (2. Auflage 1928, online)
- Aus Merans Werdezeit 1870–1900, Meran 1929 (online)
- Meran: hundert Jahre Kurort 1836–1936, Meran 1936 (online)